# 蓬皮尼昂 (加尔省)
蓬皮尼昂（法語：Pompignan，法語發音：[pɔ̃piɲɑ̃]）是法国加尔省的一个市镇，属于勒维冈区。

## 地理
蓬皮尼昂（43°53'38"N, 3°51'22"E）面积41.31 平方千米，位于法国奧克西塔尼大區加尔省，该省份为法国南部沿海省份，南端濒地中海，北起顺时针与阿尔代什省、沃克吕兹省、罗讷河口省、埃罗省、阿韦龙省和洛泽尔省接壤。
与蓬皮尼昂接壤的市镇（或旧市镇、城区）包括：孔凯拉克、科尔科讷、圣伊波利特迪福尔、克拉雷、费里耶尔莱韦尔里、索沃、蒙图略。
蓬皮尼昂的时区为UTC+01:00、UTC+02:00（夏令时）。

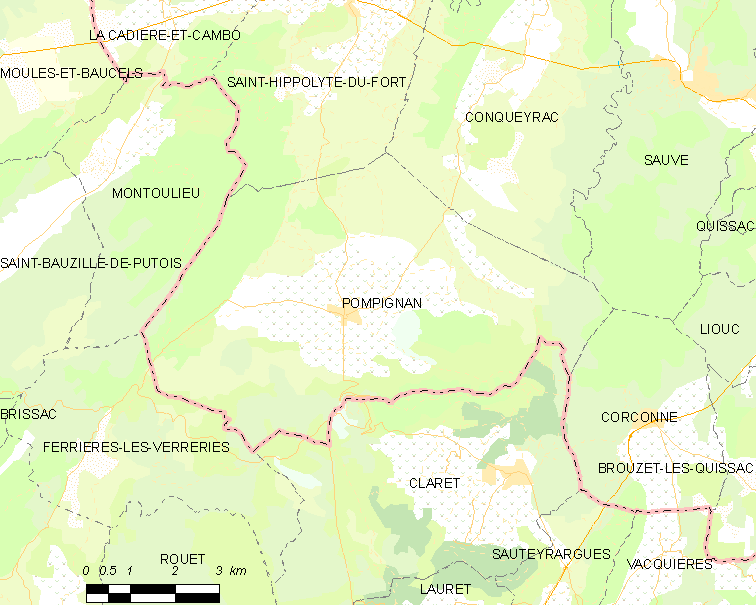
蓬皮尼昂的OSM定位图

## 行政
蓬皮尼昂的邮政编码为30170，INSEE市镇编码为30200。

## 政治
蓬皮尼昂所属的省级选区为勒维冈县。

## 人口

1962-2008年间蓬皮尼昂人口变化图示

蓬皮尼昂于2022年1月1日时的人口数量为914人。